# چار خانام
چار خانام (به لاتین: Char Khanam) یک روستا در بنگلادش است که در استان باریسال و در ناحیه باریسال واقع شده است.